# سال نو (فیلم ۱۹۲۴)
«سال نو» (انگلیسی: New Year (film)) یک فیلم است که در سال ۱۹۲۴ منتشر شد.